# Casatia thermophila
A Casatia thermophila az emlősök (Mammalia) osztályának párosujjú patások (Artiodactyla) rendjébe, ezen belül a narválfélék (Monodontidae) családjába tartozó Casatia fosszilis emlősnem egyetlen faja.

## Előfordulása
A Casatia thermophila a kora pliocén korszakban élt, körülbelül 5,1-4,5 millió évvel ezelőtt. Maradványát, amely csak egy részleges koponyából áll Olaszországban, a Toszkána nevű közigazgatási régióban találták meg. Így ez az első és eddig az egyetlen narválféle, amely a Földközi-tengerből ismert. Ez az állat is bizonyíték arra, hogy a narválfélék délebben, a melegebb vizekben jelentek meg, és csak később alkalmazkodtak az északi fagyos élőhelyekhez. A Casatia thermophila maradványa mellett ma is létező bikacápa (Carcharhinus leucas) és tigriscápa (Galeocerdo cuvier), valamint fosszilis Metaxytherium subapenninum dugongféle kövületek kerültek elő.

## Fordítás
- Ez a szócikk részben vagy egészben  a   Casatia című angol Wikipédia-szócikk ezen változatának fordításán alapul.  Az eredeti cikk szerkesztőit annak laptörténete sorolja fel. Ez a jelzés csupán a megfogalmazás eredetét és a szerzői jogokat jelzi, nem szolgál a cikkben szereplő információk forrásmegjelöléseként.